# Migdalim
Migdalim (héberül: מִגְדָּלִים) izraeli település Ciszjordániában .Tel Avivtól 45 km-re keletre, az 505-ös úton és a palesztin Qusra falu szomszédságában található, közösségi településként szervezték meg, és a Shomron Regionális Tanács joghatósága alá tartozik. 2021-ben 543 lakosa volt.

## Történelem
A Migdalimot először 1984-ben hozták létre Nahal katonai előőrsként, majd demilitarizálták, amikor 1986-ban nem ortodox zsidó izraelieknek adták oda lakóhelynek. Ennek a helynek az egyik oka az volt, hogy a települések folytonosságát biztosítsák a transz-szamáriai autópálya mentén a "hegyi gerincen" fekvő Kfar Tapuah és a Jordán-völgyi Ma'ale Efrayim között.
Az új lakók beáramlása 2012 és 2017 között jelentős változásokat hozott Migdalim demográfiai helyzetében, ami egy dominánsan szekuláris izraeli közösségből átalakult vallásos és nem vallásos elemek keverékévé, bár többségük a vallásos irányba hajlott. A szomszédos Qusra palesztin várossal kapcsolatos feszültségeket 2017 decemberében a két migdalimi csoport közötti belső viták is felszínre hozták. A "Migdalim megmentése" nevű Facebook-csoportot olyan lakosok alapították, akik szerint városukat ellepték, és ennek következtében megváltozott a város nem vallásos légköre.

## Képek

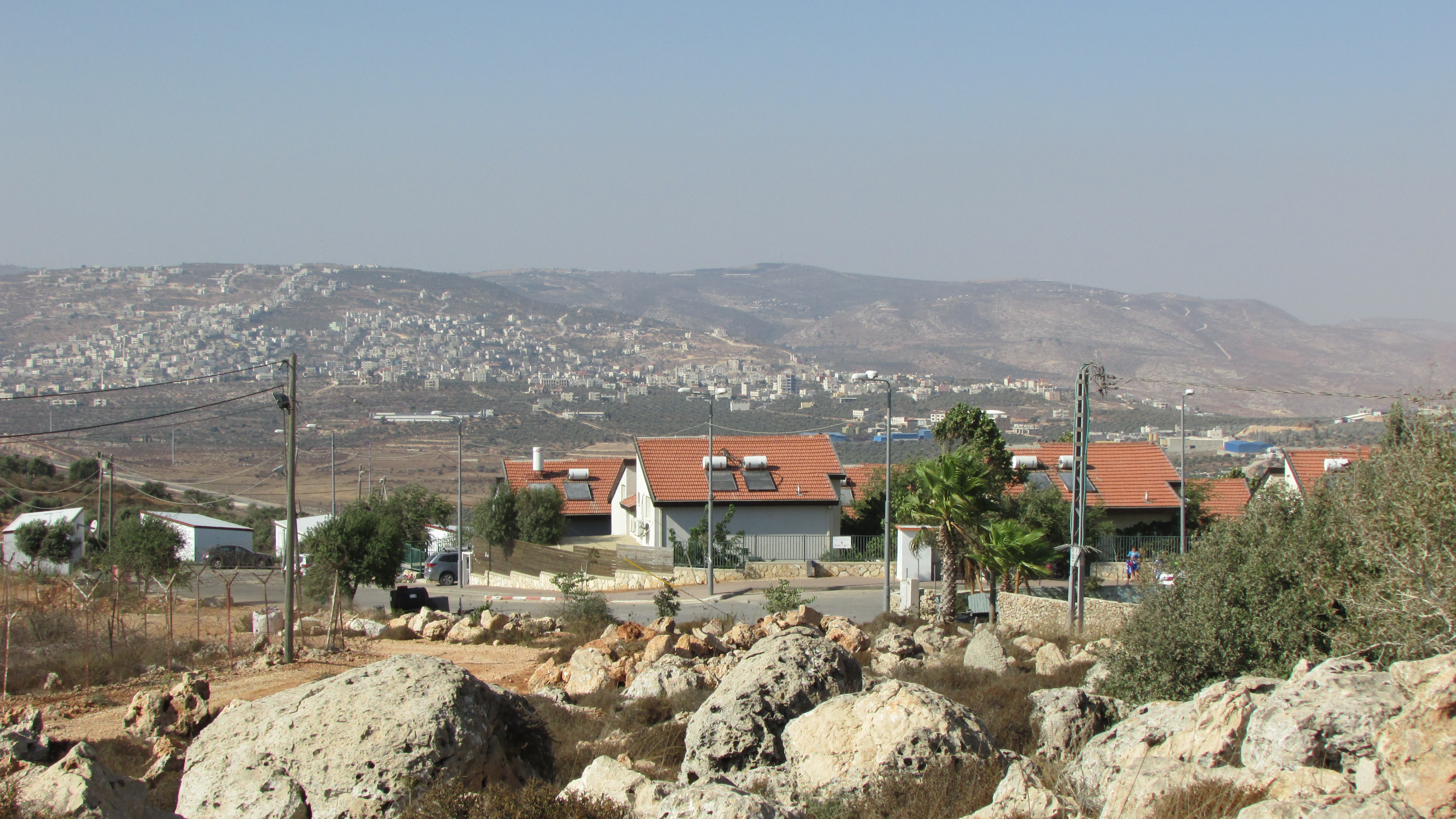
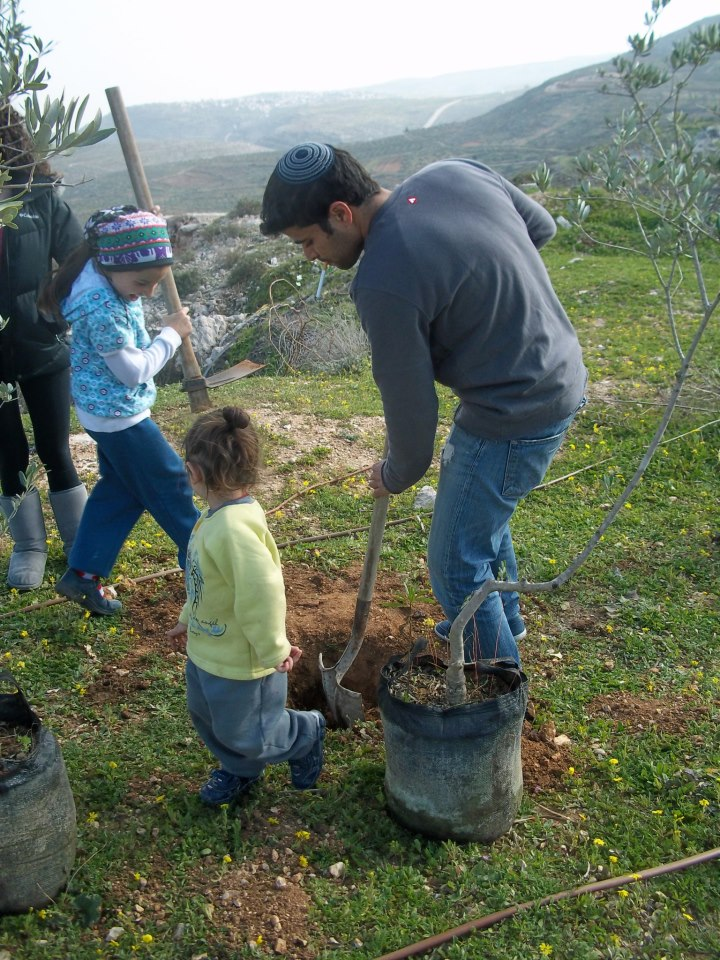
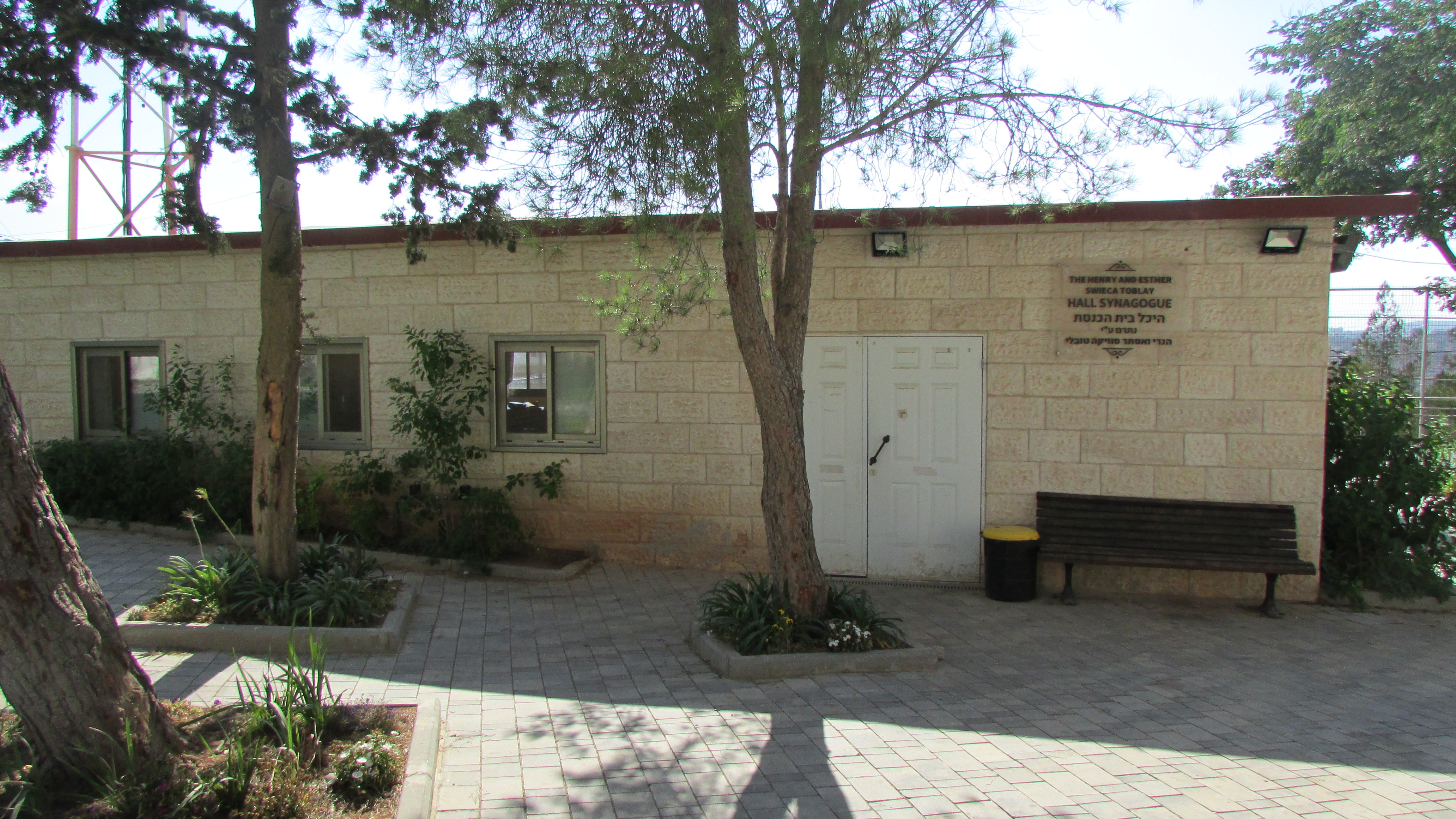

## Fordítás
Ez a szócikk részben vagy egészben  a   Migdalim című angol Wikipédia-szócikk ezen változatának fordításán alapul.  Az eredeti cikk szerkesztőit annak laptörténete sorolja fel. Ez a jelzés csupán a megfogalmazás eredetét és a szerzői jogokat jelzi, nem szolgál a cikkben szereplő információk forrásmegjelöléseként.